# Cedusa obscura
Cedusa obscura är en insektsart som först beskrevs av Ball 1902.  Cedusa obscura ingår i släktet Cedusa och familjen Derbidae. Inga underarter finns listade i Catalogue of Life.